# Fast Forward (theatergroep)
Fast Forward vzw is een Belgische theatergroep, ontstaan uit het Instituut voor Levende Talen in Leuven, onder leiding van Peter Schoenaerts. De groep maakt hoofdzakelijk grootschalige educatieve producties voor mensen die Nederlands leren. Voor studenten en docenten Nederlands geven de medewerkers ook workshops dramatische expressie. Daarnaast brengt het gezelschap af en toe ook andere professionele, artistieke producties.
Fast Forward bracht al voorstellingen in België, Nederland, Indonesië, de Verenigde Staten, Groot-Brittannië, Frankrijk, Spanje, Hongarije, Duitsland en Polen. In 2006 werd Fast Forward in Nederland onderscheiden met de Marga Klompéprijs voor zijn theaterproducties voor anderstaligen. Die onderscheiding bekroont projecten waardoor "menselijkheid, gerechtigheid, vrede en emancipatie van achtergestelde groepen in de samenleving worden bevorderd".
In theaterproductie 'Gelukkig zijn' (2016) zong een koor van anderstaligen bekende Nederlandstalige liedjes.
Een aantal bekende namen werkte mee aan theaterproducties van Fast Forward: Antje De Boeck, Andrea Croonenberghs, Gerd De Ley, Sien Diels, Jef Aerts, Fons Fraeters, Annie Van Avermaet en Bob Selderslaghs.
Fast Forward verhuisde in 2012 naar Vilvoorde, vormde met Educatief Theater Antwerpen de samenwerking Theater van A tot Z., en verruimde zijn taak naar het ondersteunen van cultuur en onderwijs voor zwakke doelgroepen. 